# ديفيد إم. أوكونيل
ديفيد إم. أوكونيل (بالإنجليزية: David M. O'Connell)‏ هو كاهن كاثوليكي أمريكي، ولد في 21 أبريل 1955 في فيلادلفيا في الولايات المتحدة.

## وصلات خارجية
- ديفيد إم. أوكونيل على موقع إن إن دي بي (الإنجليزية)